# Zanda (geslacht)
Zanda is een geslacht van kaketoes (Cacatuidae). Het geslacht telt drie soorten.

## Soorten
- Zanda baudinii  – Langsnavelraafkaketoe
- Zanda funerea  – Geeloograafkaketoe
- Zanda latirostris  – Kortsnavelraafkaketoe